# Melithaea variabilis
Melithaea variabilis is een zachte koraalsoort uit de familie Melithaeidae. De koraalsoort komt uit het geslacht Melithaea. Melithaea variabilis werd in 1905 voor het eerst wetenschappelijk beschreven door Hickson. 